# Otto Vieira
Otto Vieira también conocido como "Mandrake ó El Mago" (Río de Janeiro, 2 de agosto de 1921-São Paulo, 11 de agosto de 1991 ) fue un director técnico de fútbol brasileño, que tuvo éxito en Barcelona de Guayaquil. Además, se caracterizó por ser un gran formador de jugadores, en 1950 fue asistente de Flávio Costa en el Maracanazo, también fue subcampeón en 1962-63 con Atlante de la Copa MX y ocupó el tercer lugar de la Primera División de Colombia con Millonarios en 1969 tras perder el partido definitivo por el título en el trigular final frente al Deportivo Cali.
En Barcelona SC, hasta hoy, Otto tiene cuatro récords de ese club: director técnico más veces campeón ecuatoriano por Barcelona (1970, 1971 y 1980), único director técnico bicampeón de forma consecutiva del Campeonato Ecuatoriano (1970 y 1971) único director técnico en clasificar a este club a dos semifinales de la Copa Libertadores (1971 y 1972) y director técnico que más veces comandó el equipo en juegos de semifinales de la Copa Libertadores, con ocho partidos (fue el técnico del partido conocido como La Hazaña de La Plata).
Otto fue conocido por su trabajo con categorías de base en el Fluminense, durante casi una década. A causa de este trabajo, fue nombrado técnico de la selección brasileña juvenil que conquistó el I Campeonato de la Juventud, en 1949. Al año siguiente, fue auxiliar de Flávio Costa en la selección brasileña vicecampeona de la Copa del Mundo de 1950.
Después, trabajó en las categorías de base del Flamengo, del Vasco da Gama (donde también fue auxiliar de Flávio Costa en el equipo principal) y del Guarani, pero, cansado de no ver reconocimiento financiero a su trabajo, aceptó una invitación para entrenar Santa Cruz, en 1954.
"Verifico con tristeza que nuestros clubes continúan a dar poco o ningún valor a los hombres que trabajan con sus divisiones inferiores", dijo, en entrevista al periódico La Gazeta Deportiva, en marzo de 1955. "No sólo a los hombres propiamente dichos, pero también para con esas divisiones, lo que es aún peor. Los que siempre prefirieron ese trabajo de posibilidades diminutas de reconocimiento están desistiendo, pues no hay la mínima recompensa. Trabajé varios años desempeñando esas funciones en el Fluminense y en el Flamengo, pero jamás fui remunerado en consonancia con mis necesidades. Lo gano ahora, cuando desempeño pura y simplemente las funciones de técnico en Santa Cruz."
Quedó en el club pernambucano hasta el fin del año siguiente, y en 1956 aceptó invitación para entrenar el rival Náutico, quedando allá también poco más de un año, cuando fue para el Botafogo de Ribeirão Negro.
Ayudó el club ribeirão-pretano a garantizar vacante en la fase decisiva del Campeonato Paulista de 1957, pero enseguida fue contratado por São Paulo, para ejercer el cargo de auxiliar del técnico húngaro Béla Guttmann, quedando también responsable por el equipo de amadores y el mixto del club. Después de ese pasaje por el Tricolor paulista, Otto aún pasó por Portuguesa, Puerto, de Portugal, Atlante, de México, y Millionarios, de Colombia, antes de llegar a Barcelona.

## Clubes

### Formador
| Club       | País   | Año       |
| ---------- | ------ | --------- |
| Fluminense | Brasil | 1939-1948 |

### Asistente
| Club                | País   | Año       | AT de:        |
| ------------------- | ------ | --------- | ------------- |
| Selección de Brasil | Brasil | 1950      | Flávio Costa  |
| Flamengo            | Brasil | 1951-1952 | Flávio Costa  |
| Vasco da Gama       | Brasil | 1953      | Flávio Costa  |
| São Paulo           | Brasil | 1957-1958 | Béla Guttmann |

### Director Técnico
| Club                          | País     | Año       |
| ----------------------------- | -------- | --------- |
| Guarani                       | Brasil   | ¿?        |
| Selección Juvenil de Brasil   | Brasil   | 1949      |
| Fluminense                    | Brasil   | 1950-1951 |
| Santa Cruz                    | Brasil   | 1954-1955 |
| Náutico                       | Brasil   | 1956-1957 |
| Botafogo RP                   | Brasil   | 1957      |
| Portuguesa                    | Brasil   | 1959      |
| Porto                         | Portugal | 1960-1961 |
| Atlante                       | México   | 1962-1963 |
| São Paulo                     | Brasil   | 1964      |
| Millonarios                   | Colombia | 1969-1970 |
| Barcelona de Guayaquil        | Ecuador  | 1970-1972 |
| Barcelona de Guayaquil        | Ecuador  | 1975      |
| Everest                       | Ecuador  | ¿?        |
| Barcelona de Guayaquil        | Ecuador  | 1980      |
| Selección absoluta de Ecuador | Ecuador  | 1981      |
| 9 de Octubre                  | Ecuador  | 1981-1983 |

## Estadísticas como director técnico
| Equipo             | País              | Desde             | Hasta             | Partidos    | Partidos    | Partidos    | Partidos    | Partidos    |
| Equipo             | País              | Desde             | Hasta             | PJ          | PG          | PE          | PP          | Rendimiento |
| ------------------ | ----------------- | ----------------- | ----------------- | ----------- | ----------- | ----------- | ----------- | ----------- |
| Porto              | Portugal          | 1960              | 1961              | 26          | 14          | 5           | 7           | 60.26%      |
| São Paulo          | Brasil            | 1964              | 1964              | 34          | 14          | 10          | 6           | 50.98%      |
| Millonarios        | Colombia          | 1969              | 1970              | 65          | 33          | 19          | 13          | 60.51%      |
| Barcelona SC       | Ecuador           | 1970              | 1972              | 95          | 48          | 23          | 24          | 58.6%       |
| Barcelona SC       | Ecuador           | 1975              | 1975              | 48          | 20          | 14          | 14          | 51.39%      |
| Selección absoluta | Ecuador           | 1981              | 1981              | 2           | 0           | 0           | 2           | 0%          |
| Consolidado Total  | Consolidado Total | Consolidado Total | Consolidado Total | Desconocido | Desconocido | Desconocido | Desconocido | Desconocido |

## Títulos
Barcelona de Guayaquil
- Campeonato Ecuatoriano: 1970, 1971, 1980[5]